# Bloodiella gynandrophthalmae
Bloodiella gynandrophthalmae är en stekelart som först beskrevs av Jean Risbec 1951.  Bloodiella gynandrophthalmae ingår i släktet Bloodiella och familjen hårstrimsteklar. Inga underarter finns listade.